# Alopoliploïdes
És aquella mena amb cèl·lules poliploides, és a dir que contenen tres o més jocs de cromosomes, els jocs cromosòmics provinents de dues o més espècies diferents. La causa més comuna és la hibridació entre espècies. També es pot parlar de cèl·lules i organismes alopoliploides.